# Культ Путіна

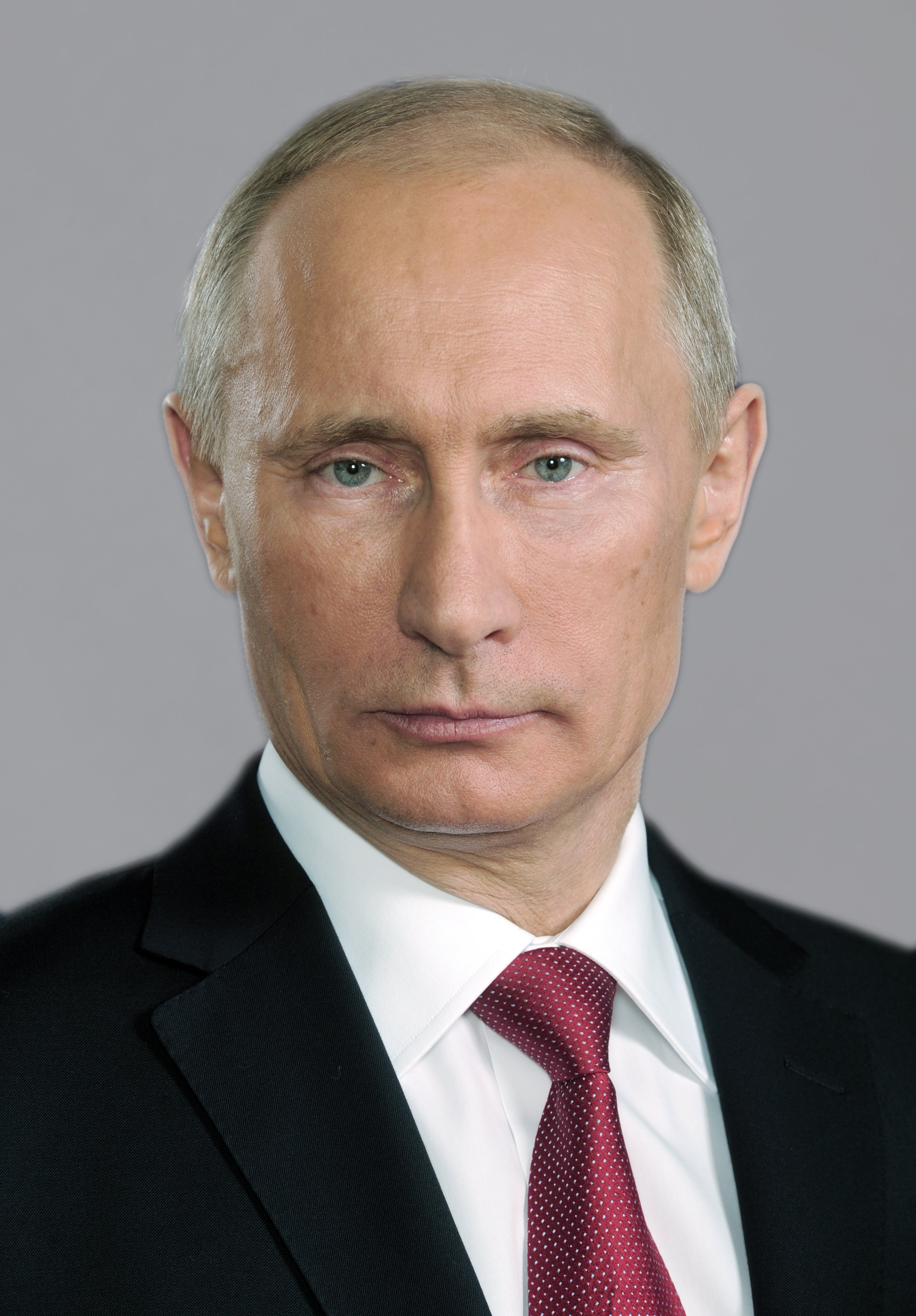
Портрет Володимира Путіна — після операції на обличчі з елементами ретушування тамакіяжа

Культ Пу́тіна, Міф Путіна або Шоу Путіна — явище сакралізації російського вождя Володимира Путіна, за допомогою масової культури та масових медіа, є результатом пропаганди та психологічної обробки масової свідомості населення Росії. Одна зі складових путінізму — це перехід зміна форми управління державою від авторитаризму у стадію тоталітаризму.
Російські проурядові ЗМІ, пропагують «Культ особи Путіна». Незалежні міжнародні ЗМІ , називають це явище «культ Путіна», іноземні , зокрема західні ЗМІ також  пишуть про «Putin myth» або «Putin show». Критично налаштовані публіцисти відмічають, що «російська пропаганда десятиліттями ліпить з єльцинського спадкоємця супергероя, нездатного застудитися, оступитися, помилитися і навіть одружитися».
Відносний успіх створення культу та міфологізації постаті Путіна є свідоцтвом існування живучих архетипів та рудиментів традиційного (доіндустріального) суспільства, комплексів, «колективної несвідомості», російського етносу, а також прояви перманентної психічної депресії пересічними росіянами в умовах перехідного стану російського суспільства.
Деякі дослідники-суспільствознавці вказують на те, що культ Путіна, як «довічного вождя нації» має прототипом постать чаклуна в архаїзованих суспільствах і заснований на одному і тому ж підґрунті — на визнанні незбагненної, містичної могутності вождя, в якого вселяється магічна, надприродна сила або здатність. Як свідчать виступи самого Путіна останніх років, він сам увірував у свою «Богом дану історичну місію» та відповідно перетворився на «посланця вищих сил».

## Початок пропаганди Путіна

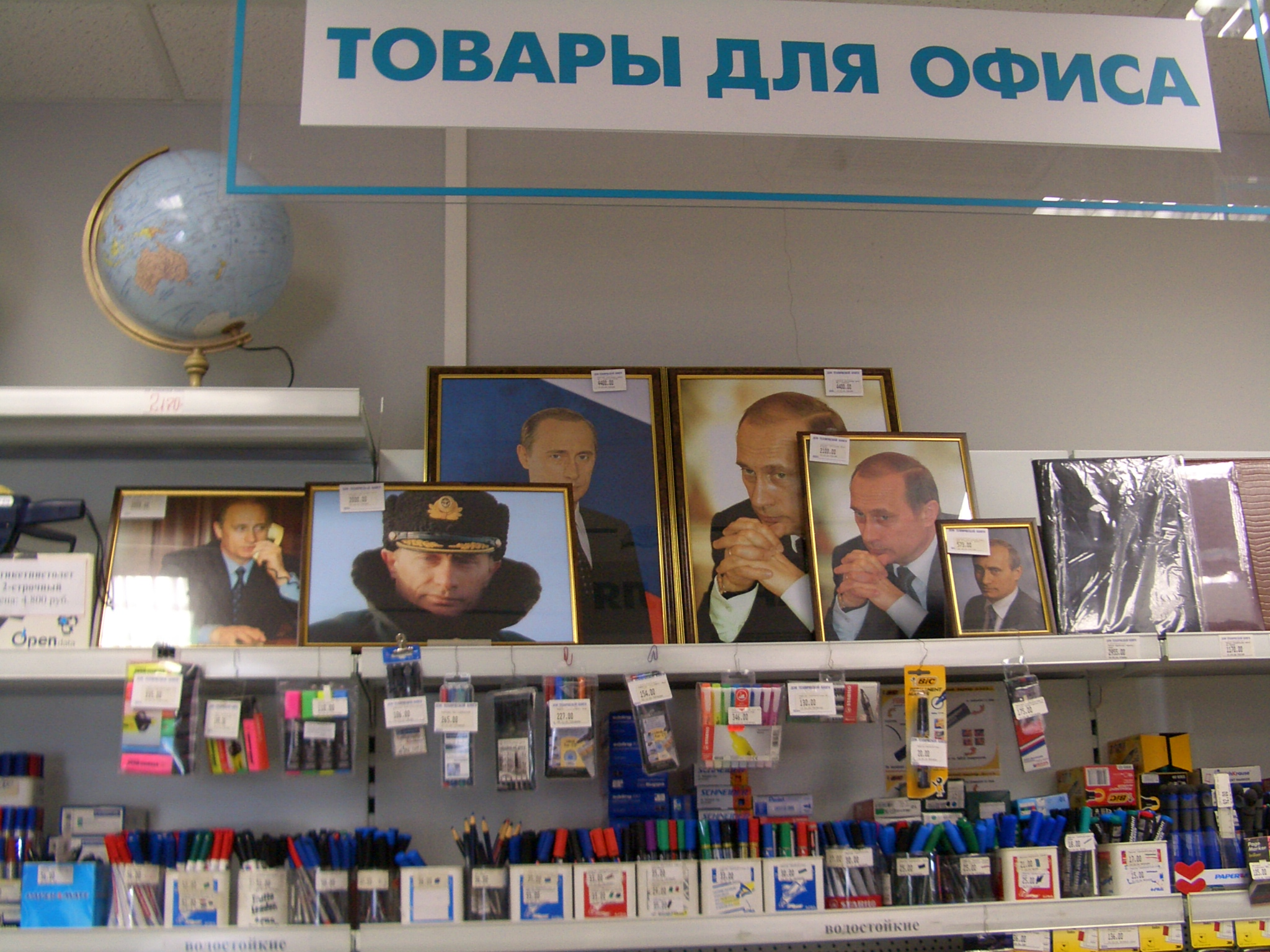
Портрети Путіна у відділі канцелярського приладдя

Вже в 2001 році, всього через рік після початку президентства Путіна, новинне агентство «BBC» висловило думку про початок тенденції розвитку культу особи Путіна. Як аргументи агентство виклало короткий опис телерепортажу каналу ТВ-6 , в якому розповідалося про широкий вибір портретів Путіна в підземному переході московської станції метро «Парк культури» і про те, що придбання такого портрета вважається «гарним смаком». Крім того, BBC послалося на аналітичний матеріал «Общей газеты», в якому висловлювалася думка про те, що теплі почуття до Путіна можуть бути обумовлені бажанням населення зберегти почуття власної гідності.  У тому ж році італійська газета «Corriere della Sera» присвятила проявам культу особи окрему публікацію. 
Як прояв певних елементів культу особистості політика британський політолог Річард Саква вказує на поширену традицію вивішування у всіх офісах президентської адміністрації і в багатьох урядових кабінетах портретів Путіна.
Євген Кисельов вважає, що культ особи Путіна зміг відбутися завдяки потужній телевізійній пропаганді:
|  | Путін побудував потужний культ своєї особи завдяки державному телебаченню, яке нескінченно показує його в позитивному світлі за будь-яких обставин |

У жовтні 2007 року, виступаючи на пресконференції для російських регіональних ЗМІ, культ особи Путіна виявив в Росії президент Білорусі Олександр Лукашенко. Після перегляду деяких епізодів минулого з'їзду «Єдиної Росії», Лукашенко, за його словами, занепокоївся тим, що Росія може повернутися в радянські часи, «коли всі схоплювалися і кричали „Слава КПРС“». Агентство «BBC» в огляді британської преси за листопад 2011 року також провело паралелі між стилем правління прем'єр-міністра і радянським режимом, назвавши те, що відбувається «неорадянським культом особи».
У французьких ЗМІ популярна ідея, що російські ЗМІ роздмухують культ особи Путіна. На існування такого культу вказує Гідеон Рахман в статті у «Financial Times».
Тема культу особи неодноразово порушувалась політиками, політологів і соціологів.

## Прояв культу особи в масовій культурі
На початку 2000-х років колектив «Поющие вместе» записали альбом «Такого, як Путін», а гурт «Белый орёл» записав пісню «А в чистому полі», в якому зокрема є рядок: «А в чистому полі система „Град“! За нами Путін і Сталінград!».

## Офіційні спростування наявності культу
Деякі російські політики з оточення Володимира Путіна, спробували спростувати наявність такого культу. Наприклад, голова Федеральних Зборів РФ Сергій Миронов у 2007 році сказав, що Володмир Путін не допустить культу своєї особи: «Це не культ особи, хоча дехто вже в маразм впадає. Це теж є. І якраз ось саме ці, що впадають в маразм свого часу Володимир Путін правильно назвав гордовитою кастою бюрократів, з такою ж легкістю завтра почнуть присягати комусь іншому. Тому що це щось, цих бюрократів найбільше хвилює своє власне місце, а не проблеми і не життя країни, не майбутнє держави».
Адвокат та офіцер колишнього КДБ і сучасного ФСБ Павло Астахов, який очолював рух «За Путіна», у відповідь на звинувачення з боку опозиції в тому, що в країні створюється культ особи Путіна, заявив:
Культ особи — це коли люди починають дякувати вождю за те, що сонце встає, діти ростуть і посміхаються, життя стало краще, жити стало веселіше. Ми-то славимо не людину, навіть не його курс, ми говоримо, що помилок і проблем багато. Ми говоримо — давайте тверезо подивимося на плюси і мінуси. Як адвокат я бачу, що плюсів набагато більше. Але ті мінуси, які є, над ними треба працювати. Це ті перспективи, які у нас є, щоб попрацювати над ними.

За словами президента РФ Володимира Путіна, він не згоден з існуванням культу своєї особи і вважає порівняння його зі Сталіним недоречним. Згідно із заявою Путіна, зробленою на зустрічі з представниками західної преси, населення Росії не допустило б подібного зловживання владою.

## Соціологічні опитування в РФ

Динаміка даних масових опитувань в Росії щодо культу особи Путіна, які проводив «Левада-Центр» з 2006 по 2011 роки.

Загальноросійські масові опитування з теми «чи існує культ особи Путіна?» проводилися як мінімум з 2004 року. За даними Левада-Центру за березень 2006 року, 57 % росіян не побачило наявність культу особи Володимира Путіна, тоді як однозначно відзначало наявність культу особи на той момент часу лише 10 % опитаних.. До жовтня 2011 року перший показник знизився до 33 %. Водночас, станом на жовтень того ж року, частка росіян, згодних з наявністю культу особи Путіна зросла до 25 %. Частка ж росіян, які бачать передумови до виникнення культу особи, зросла з 21 % у березні 2006 року до 30 % у жовтні 2011 року.

## Міфологеми
- Путін — «національний лідер»
- Путін — «об'єднувач споконвічних російських земель»
- «Реінкарнація царя»
- «Посланник божий»
- «Правильний пацан»
- «Путін проти олігархії та олігархів»
- «Росія виграла війну в Чечні» (спровоковану Путіним і його оточенням)

Журнал «Коммерсантъ-Власть» проводив опитування серед читачів про «найвидатніші підлабузницькі заяви на адресу Володимира Путіна». Перші шість фраз в 2007 році:
| # | Цитата | Джерело         |
| - | --- | --------------- |
| 1 | «Хіба Путін може бути неправий?» | Володимир Чуров |
| 2 | «Противників путінського курсу більше нема, а якщо і є, то це психічно хворі і їх потрібно відправити на диспансерізацію. Путін — всюди, Путін — все, Путін абсолютний, Путін незамінний»                                                                            | Олександр Дугін |
| 3 | «Всі успіхи в кінематографі були пов'язані з Володимиром Путіним» | Федір Бондарчук |
| 4 | «Путін — це наше все» | Любов Сліска    |
| 5 | «Особа Володимира Путіна важливіша для суспільства, ніж інститути держави» | Сергій Марков   |
| 6 | «Путін подарував чеченському народу друге життя! Аллах його призначив на це місце… Путін — дар божий, він подарував нам свободу… Така людина — знахідка для Росії. Поки в нього є здоров'я, ми повинні його попросити, вставши на колінах, щоб він керував державою» | Рамзан Кадиров  |

Перша п'ятірка в 2008 році:
| # | Цитата | Джерело             |
| - | --- | ------------------- |
| 1 | «Ваш демократизм не знає меж!» | Валентина Матвієнко |
| 2 | «Я дякую Бога за Путіна та поважаю Єльцина за дві речі, які він зробив в своєму житті. Перша — це поклав свій партбілет на стіл. Друга — це те, що він привів до влади Путіна»     | Микита Михалков     |
| 3 | «Володимир Володимирович! Дуже добре, що ви народились!» | Данило Гранін       |
| 4 | «Після перемоги російської збірної на чемпіонаті світу з хоккею російська держава має право запитати в західних колег: „Невже ви ще не зрозуміли, що Путін все зробив правильно?“» | Сергей Марков       |
| 5 | «Якщо запитати нашу опозицію, чим вам не подобляться Путін і Медведєв, вони скажуть приблизно так: „Що той, що інший із золота, це правда. Але цього золота мало“»                 | Олег Морозов        |

## Церква або секта «Свідків Путіна»
Найбільш активна та організована частина так званих «ватників» або «путіноїдів», які настільки втратили адекватне сприйняття реальності, що обожнюють Путіна.
Відомий російський православний екстреміст, організатор погрому виставки творів Вадима Сідура, активіст руху «Божа воля» та «експерт в області метафізичного путінізму» Дмитро «Ентео» Цоріонов організовував лекцію і круглий стіл на тему взаємозв'язку Бога і президента Росії Володимира Путіна.
В Кстовському районі Нижньогородської області в храмі громади «Воскрешающая Русь» діє «церква свідків Путіна». Парафіяни моляться на портрет Путіна (звуть портрет «іконою») та вірять, що у минулому Путін був апостолом Павлом. Згідно із заявою місцевої «матінки Фотіньї», ікона Путіна почала «мироточити». Церква видає власну газету «Храм світла», де друкується листування Фотіньї з президентом Путіним і патріархом РПЦ.
В Краснодарі на основі ліквідованого у 2018 році фонду «Соціальна справедливість» діє громадська прокремлівська організація «Загони Путіна» (рос. «Отряды Путина»), яка переважно складається з жінок похилого віку і діяльність яких полягає в прославлянні російського президента. За словами «Радіо Свобода» у «Загонів Путіна» є декілька основних завдань: наприклад, лаяти російську опозицію та ненавидіти все західне. На сайті громадського руху повідомляється, що він створений у Краснодарі за ініціативою «громадян, що підтримують політичний курс нашого президента». Стали відомими після нападів на штаб опозиційного російського політика Олексія Навального в Краснодарі в липні та серпні 2017 року.
В широкому сенсі під «свідками Путіна» часом мають на увазі «свідомих» прихільників путінізму — наприклад, членів таких прокремлівських молодіжних рухів як «Наші», «Идущие вместе», «Молода гвардія» та новітньої мережної організації «Сеть» (укр. «Мережа»).
Також звуть функціонерів, керівних чиновників путінського режиму. Так, наприклад, український політик і радник міністра внутрішніх справ Антон Геращенко у своїй відповіді на звинувачення з блоку Слідчого Комітету Росії, маючи на увазі саме керівництво цього Комітету, заявив:
| — Свідки секти Володимира Путіна, як завжди, брешуть.[38]Оригінальний текст (рос.) — Свидетели секты Владимира Путина, как всегда, лгут. |

## Пам'ятники та монументи Путіна
На дачному хуторі під селищем Агалатово, що в 20 км від Санкт-Петербургу, 16 травня 2015 відбулася церемонія відкриття погруддя Володимира Путіна, виконаного в образі римського імператора — одягненим в тогу поверх стародавніх обладунків. Груди Путіна прикрашає медаль з гербом Росії. Бюст встановлений місцевою общиною ленінградських козаків і виконаний із «синтетичного матеріалу» в майстерні місцевого скульптора Павла Грешнікова. По словам замовника — отамана асоціації ленінградських козаків «Ібріс» Андрія Полякова, — як тільки дозволять кошти, бюст зроблять в два рази більше і віділлють у бронзі.
За задумом автора голову Путіна-Цезаря мав прикрасити лавровий вінок, але козаки від цього відмовилися. Як пояснив отаман Поляков:
Так він все-таки наш, російський, а з вінком ну зовсім як римлянин буде.
Повідомляється, що незабаром у бюста Путіна з'являться ще два сусіди — пам'ятник загиблому за «Новоросію» Дмитру Сизикову та пам'ятник отаману Всевеликого війська Донського Петру Краснову, повішеному в Москві в 1947 році за співпрацю з німецько-фашистськими загарбниками.

## Критика культу
На думку Ларрі Даймонда, професора соціології та політології Стенфордського університету, культ Путіна близький до культу особистості Адольфа Гітлера, проте Путін діє більш витонченими методами.

### Поцілунок хлопчика в живіт
Поцілунок Микити Путіним — умовна назва події, коли 28 червня 2006 року, під час прогулянки по Кремлю, Володимир Путін підійшов до групи відвідувачів і журналістів, виділив серед них п'ятирічного хлопчика Микиту Конкіна з Коломни, присутнього з батьками, поговорив з ним, зокрема, запитав, як його звуть, задер на ньому майку і поцілував у живіт, після чого пішов. Цей епізод виявився знятим на камеру, завдяки чому привернув до себе увагу російських і зарубіжних ЗМІ. Багато ЗМІ відкрито звинуватили Путіна в педофілії.

### Приспівки, фанські кричалки
- «Путін — хуйло» (див. докладніше однойменну статтю)
- «Наш дурдом голосує за Путіна» (рос.) пісня гурту «Рабфак»[46]

### Абревіатури
- «ПТН-ПНХ»

## Переслідування критики Путіна
Міністерство юстиції РФ внесло до списку екстремістських матеріалів «плакат із зображенням людини, схожої на президента РФ Володимира Путіна, на обличчі якого макіяж». Як сказано в супровідній інформації в реєстрі:
…плакат із зображенням людини, схожої на президента РФ В. В. Путіна, на обличчі якого макіяж — нафарбовані вії і губи, що за задумом автора / авторів плаката, має служити натяком на нібито нестандартну сексуальну орієнтацію президента РФ.

## Фільмографія
- «Поцілунок Путіна» (англ. «Putin's Kiss») — документальний повнометражний фільм данського режисера Лізе Бірк Педерсон (2012, тривалість 1:24:55) дивитись [Архівовано 6 квітня 2017 у Wayback Machine.] в YouTube.
- Палац для Путіна. Історія найбільшого хабара — документальний антикорупційний фільм Олексія Навального, вийшов в YouTube у січні 2021 року.